# Muchamied Kłyczew
Muchamied Kłyczew (ros. Мухамед Клычев, ur. 1906 w miejscowości Turgan obecnie w wilajecie maryjskim, zm. w marcu 1945 w Polsce) – radziecki wojskowy, młodszy sierżant, Bohater Związku Radzieckiego (1945).

## Życiorys
Urodził się w turkmeńskiej rodzinie chłopskiej. Skończył szkołę wiejską i w 1939 roczną szkołę przewodniczących kołchozów, pracował jako brygadzista przy uprawie bawełny. W 1939 został przewodniczącym rady wiejskiej Murgab. Od 1928 do 1930 odbywał służbę w Armii Czerwonej, ponownie powołano go do armii w grudniu 1941. W wojnie z Niemcami uczestniczył od maja 1943, walczył na Froncie Centralnym i 1 Białoruskim. Latem 1944 brał udział w walkach o Piaski, gdzie granatami zniszczył samochód wroga, za co został odznaczony medalem. 23 stycznia 1945 walcząc w składzie 1 szwadronu 57 gwardyjskiego pułku kawalerii 15 Gwardyjskiej Dywizji Kawalerii 7 Gwardyjskiego Korpusu Kawalerii w stopniu młodszego sierżanta brał udział w forsowaniu Prosny i następnie walkach o Kalisz, gdzie likwidował stanowiska ogniowe wroga; zdołał wtedy trafić jeden z czołgów rusznicą przeciwpancerną. W marcu 1945 zginął w walce.

## Odznaczenia
- Złota Gwiazda Bohatera Związku Radzieckiego (27 lutego 1945)
- Order Lenina (27 lutego 1945)
- Medal za Odwagę (19 sierpnia 1944)